# Halictus luganicus
Halictus luganicus är en biart som beskrevs av Blüthgen 1936. Halictus luganicus ingår i släktet bandbin, och familjen vägbin. Inga underarter finns listade i Catalogue of Life.